# Bahía del Stiff
La bahía del Stiff (del francés: baie du Stiff) es una bahía del mar de Iroise (océano Atlántico) localizada en la isla de Ouessant, frente a la costa noroccidental de Francia. Administrativamente, la isla pertenece al departamento de Finisterre, región de Bretaña.
La bahía está en la costa oriental de la isla, entre la punta de Kadoran y la punta de Penarland, y es el único lugar de la isla fácilmente accesible desde el mar. En la bahía llega la línea marítima isla Molène-Ouesssant y muy próximo está el aeródromo de Ouessant.
Es la bahía más importante de la isla de Ouessant junto con la bahía de Lampaul, situada en la costa occidental de la isla.
- Datos: Q5716581
- Multimedia: Baie du Stiff / Q5716581